# Gunung Ranai
Gunung Ranai är ett berg i Indonesien.   Det ligger i provinsen Kepulauan Riau, i den nordvästra delen av landet, 1 100 km norr om huvudstaden Jakarta. Toppen på Gunung Ranai är 908 meter över havet.
Terrängen runt Gunung Ranai är platt åt sydost, men åt nordväst är den kuperad. Havet är nära Gunung Ranai åt nordost. Runt Gunung Ranai är det ganska tätbefolkat, med 65 invånare per kvadratkilometer. I omgivningarna runt Gunung Ranai växer i huvudsak städsegrön lövskog.